# May Mukle
May Henrietta Mukle FRAM (Londres, 14 de mayo de 1880 – Cuckield, 20 de febrero de 1963) fue una violonchelista británica.

## Obra
Mukle ha sido descrita como "una notable chelista feminista", que animó a otras mujeres chelistas. Fue descrita en The Times como "parte de la primerísima línea de violonchelistas vivos", y su necrológica en The Times afirmó: "en el cambio de siglo fue completamente reconocida no solo como una música extraordinaria sino también como una de las chelistas más destacadas que ha dado este país."
Su instrumento fue realizado por Montagnana y comprado para ella por un donante anónimo. Su retrato, pintado por John Mansfield Crealock, se encuentra en el museo de la Royal Academy of Music. El premio May Mukle se fundó en 1964 en su honor y se otorga cada año a un estudiante de violonchelo de la universidad.
Mukle falleció en Cuckfield, Sussex, a los 82 años de edad.